# Spam (vlees)

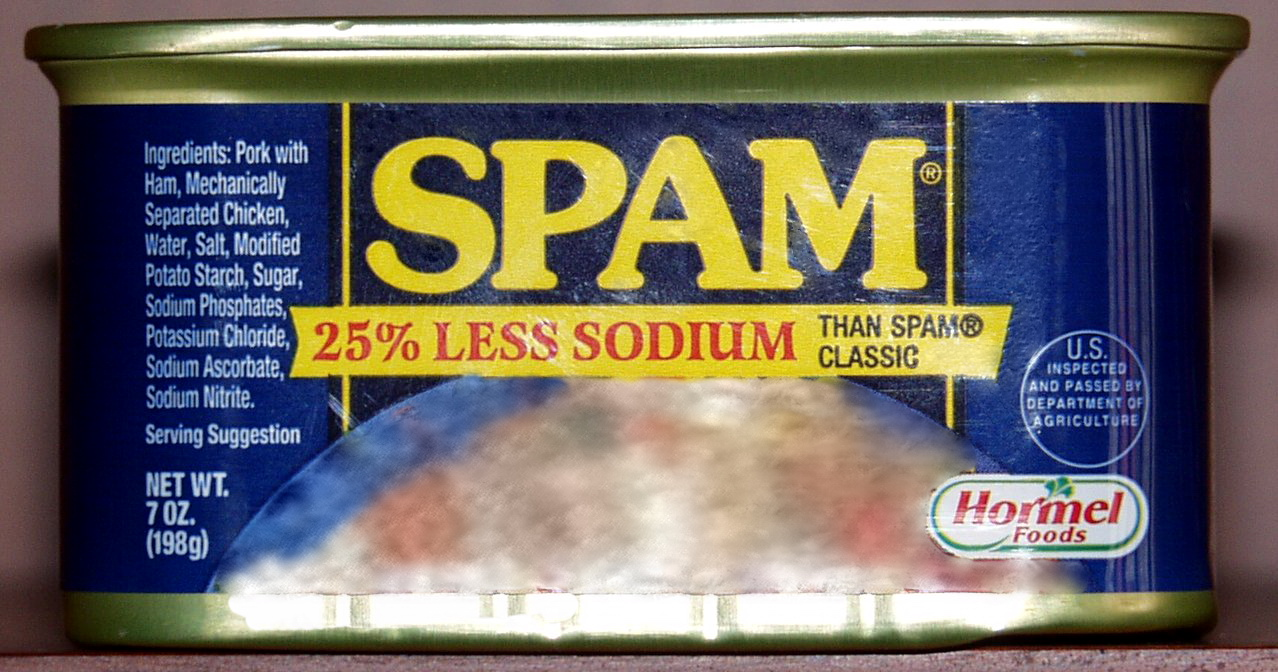
Een blik spam

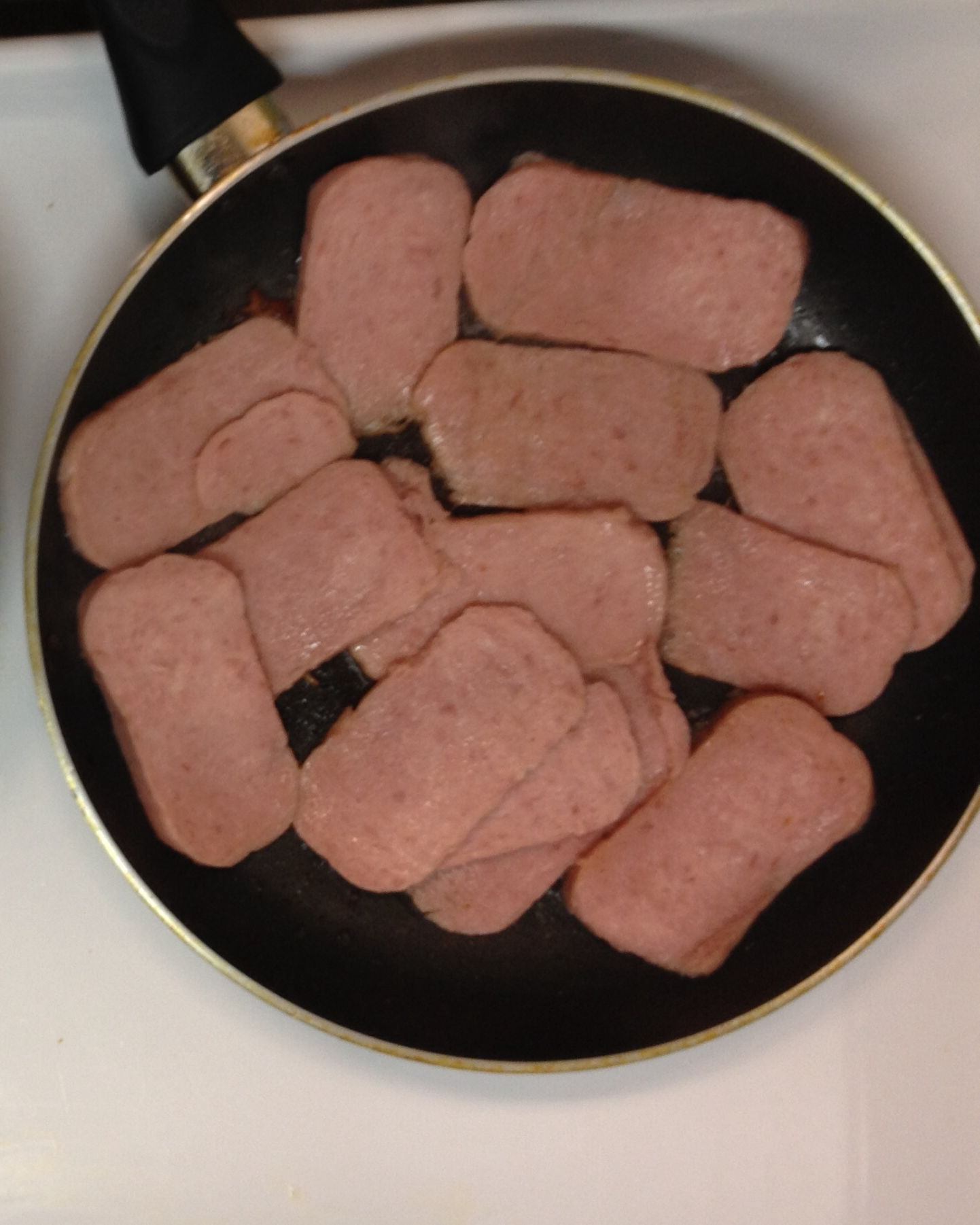
Plakjes spam in een koekenpan.

Spam (officieel: SPAM) is ingeblikt gekookt varkensvlees dat door de firma Hormel Foods Corporation (uit de VS) op de markt is gebracht. Er zijn verschillende varianten, maar de standaardversie wordt gemaakt van de volgende ingrediënten: gehakt varkensvlees van de schouder met toegevoegde ham, zout, water, suiker en natriumnitriet om de kleur te behouden. Het product bestaat sinds 1937 en is in de VS en het VK onderwerp van grappen en lokale verhalen.
Spam wordt in Noord-Amerika, Zuid-Amerika en Australië verkocht en wordt gemaakt in Austin, Minnesota en in Fremont, Nebraska. In Europa wordt spam in Denemarken onder licentie gemaakt door het merk Tulip. Deze spam is onder andere in het Verenigd Koninkrijk te koop. Voor 1998 werd het ook in het Verenigd Koninkrijk gemaakt, maar de fabriek in Liverpool is gesloten. Het product is ook in de Filipijnen en in Zuid-Korea te koop. 
In eerste instantie werd het product onder een andere naam verkocht, namelijk Hormel Spiced Ham, maar toen de verkoop begon te dalen heeft men een wedstrijd uitgeschreven voor een nieuwe naam. Hieruit kwam spam.
Spam is relatief goedkoop en dat verklaart de populariteit, maar ook de grappen die erover gemaakt worden. De voedingswaarde is niet zo groot: het product bevat veel (verzadigd) vet en zout en daarnaast bijna geen vitamines en mineralen. Vanwege de grote bekendheid wordt de merknaam spam soms ook als soortnaam gebruikt voor ingeblikt varkensvlees.

## Smac
Sinds 1950 verkoopt Unilever in Nederland een soortgelijk product onder de naam Unox Smac. De ingrediënten verschillen echter met die van de originele Spam. Spam bevat alleen varken (91% varkensproducten) en enkele toevoegingen. Smac bevat echter zowel varken als kip (51% varkensproducten en 31% kippenproducten) en toevoegingen.

## Trivia
Spam is ook het onderwerp van een gelijknamige sketch uit 1970 van Monty Python, waarin twee klanten vergeefs een ontbijt zonder spam proberen te bestellen in een restaurant waar spam deel uitmaakt van elk menu. Aan deze sketch is ook de benaming "spam" voor ongewenste post ontleend.